# Bošáca

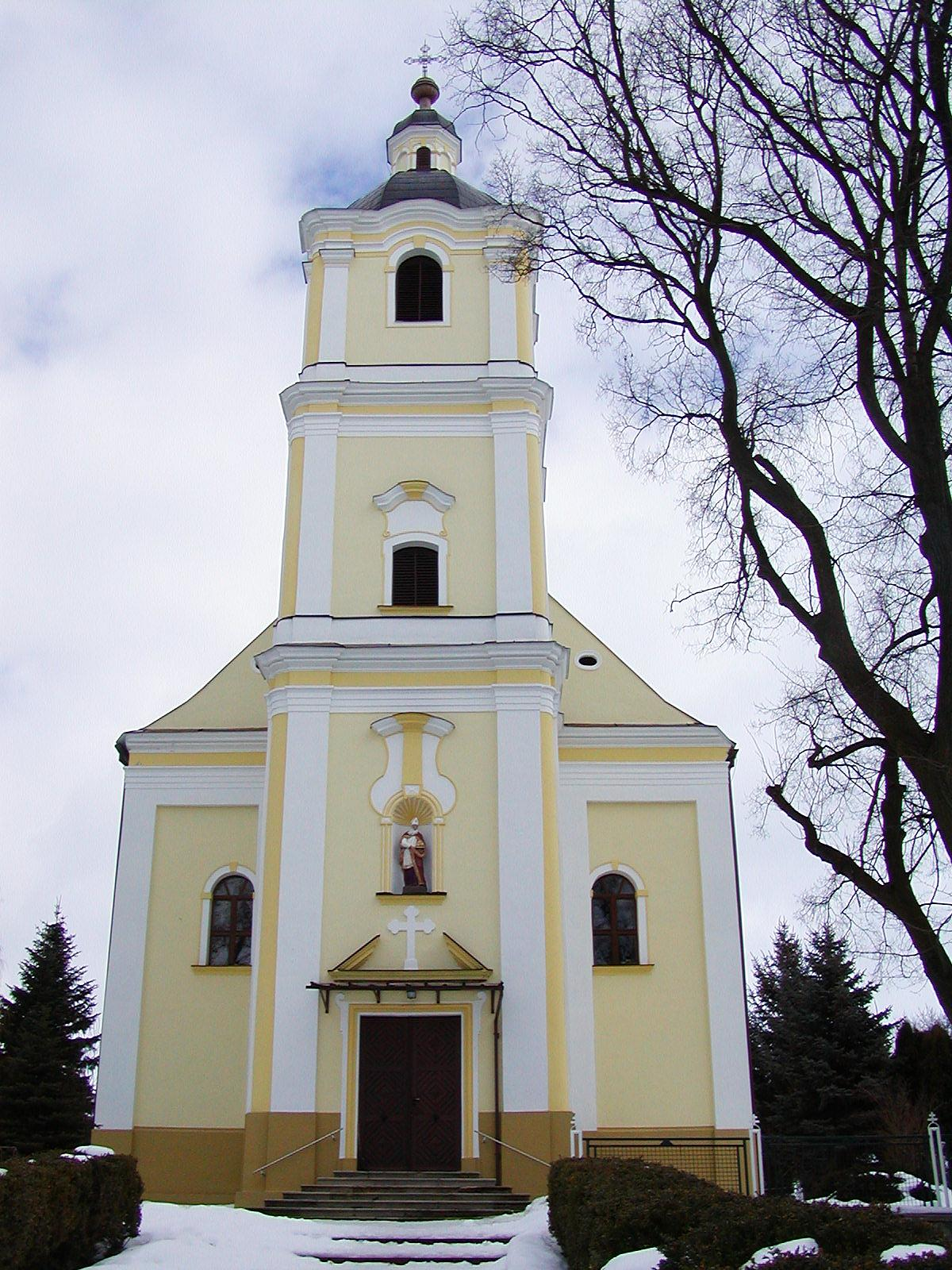
Bošáca

Bošáca (Hongaars: Bosác) is een Slowaakse gemeente in de regio Trenčín, en maakt deel uit van het district Nové Mesto nad Váhom.
Bošáca telt 1.371 inwoners.